# Моника Вити
Моника Вити (на италиански: Monica Vitti) е италианска актриса. 

## Биография
Завършва Националната академия по драматични изкуства в Рим, където постъпва на 16 години. Най-напред участва в театрални спектакли, след което дебютира в киното през 1954 година. Става известна с участието си във филми на Микеланджело Антониони, който среща през 1957 година и става негова спътница и живота в продължение на няколко години. През периода 1960-1964 година снима 4 филма с него, които я правят популярна. Публикува автобиография през 1993 г. През 1995 година се жени за Роберто Русо, с когото живее от 1968 година.

## Избрана филмография
| Година | Филм                   | Оригинално заглавие       | Роля                | Режисьор               |
| ------ | ---------------------- | ------------------------- | ------------------- | ---------------------- |
| 1960   | Приключението          | L’avventura               | Клаудия             | Микеланджело Антониони |
| 1961   | Нощта                  | La notte                  | Валентина Герардини | Микеланджело Антониони |
| 1962   | Затъмнението           | L'Eclisse                 | Витория             | Микеланджело Антониони |
| 1964   | Червената пустиня      | Il deserto rosso          | Джулиана            | Микеланджело Антониони |
| 1968   | Момичето с пистолета   | La ragazza con la pistola | Асунта Патане       | Марио Моничели         |
| 1974   | Призракът на свободата | Le Fantôme de la liberté  | Мадам Фуко          | Луис Бунюел            |
| 1981   | Тангото на ревността   | Il tango della gelosia    | Лучия               | Стено                  |